# Linaria elymaitica
Linaria elymaitica är en grobladsväxtart som först beskrevs av Pierre Edmond Boissier, och fick sitt nu gällande namn av Kuprian.. Linaria elymaitica ingår i släktet sporrar, och familjen grobladsväxter. Inga underarter finns listade i Catalogue of Life.